# Famille Alberenghi
 (juillet 2024).
La famille Alberengo ou Alberenghi est une famille patricienne de Venise, originaire de Jesolo.

## Historique
Elle est admise au patriciat vénitien en 1310, à la suite de la conspiration de Tiepolo. Elle s'est éteinte avec Giacomo, juge à lOffizio del Proprio.

## Armes

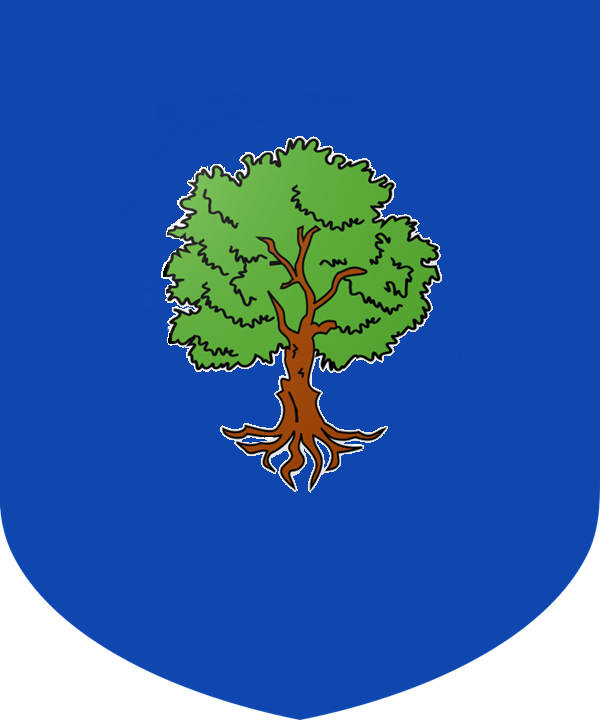
Armes des Alberenghi

Les armes des Alberenghi sont d'azur à l'arbre arraché au naturel.